# 蒂亞瓦納科

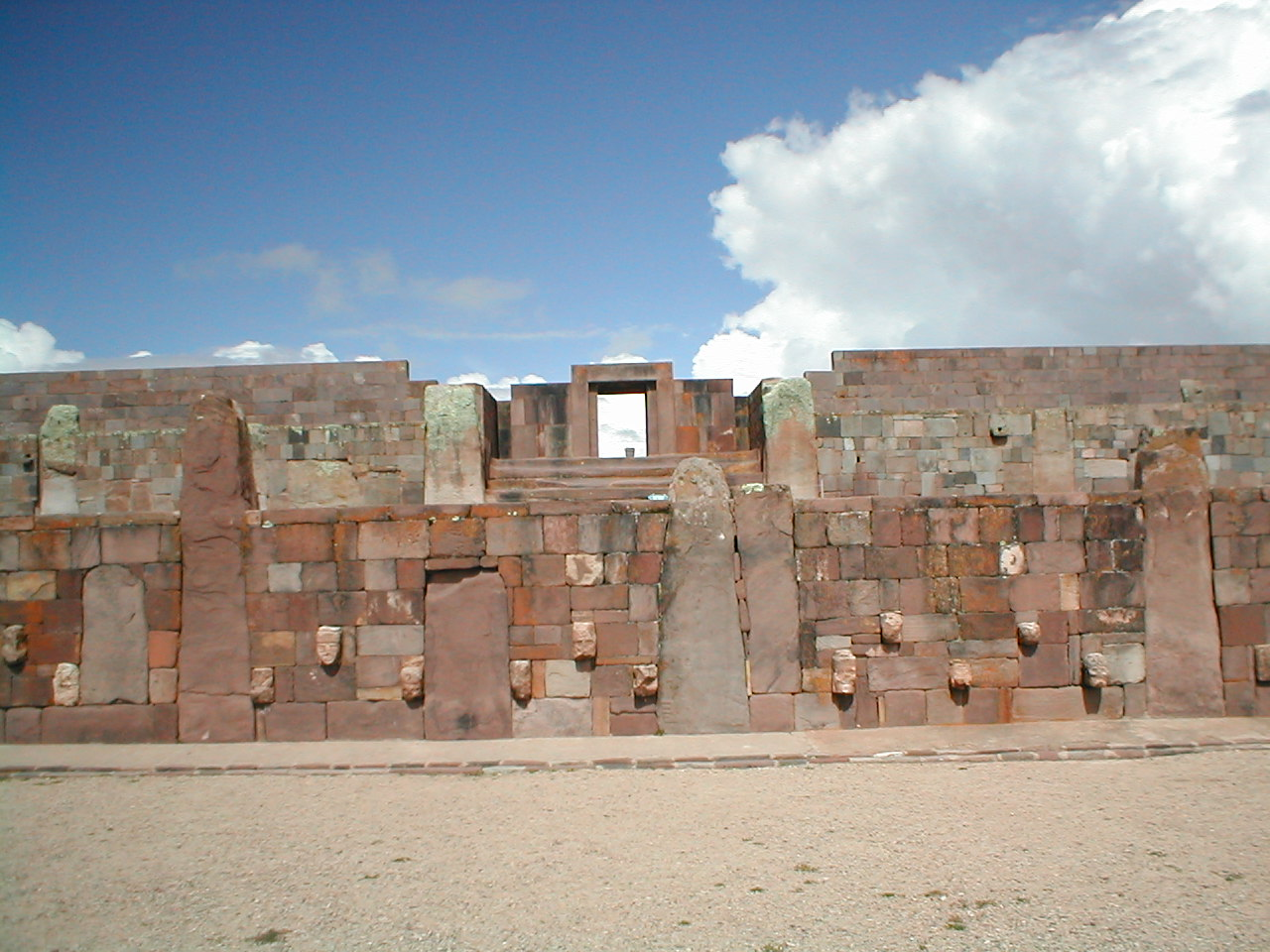
蒂亞瓦納科複雜建造技術的石牆。

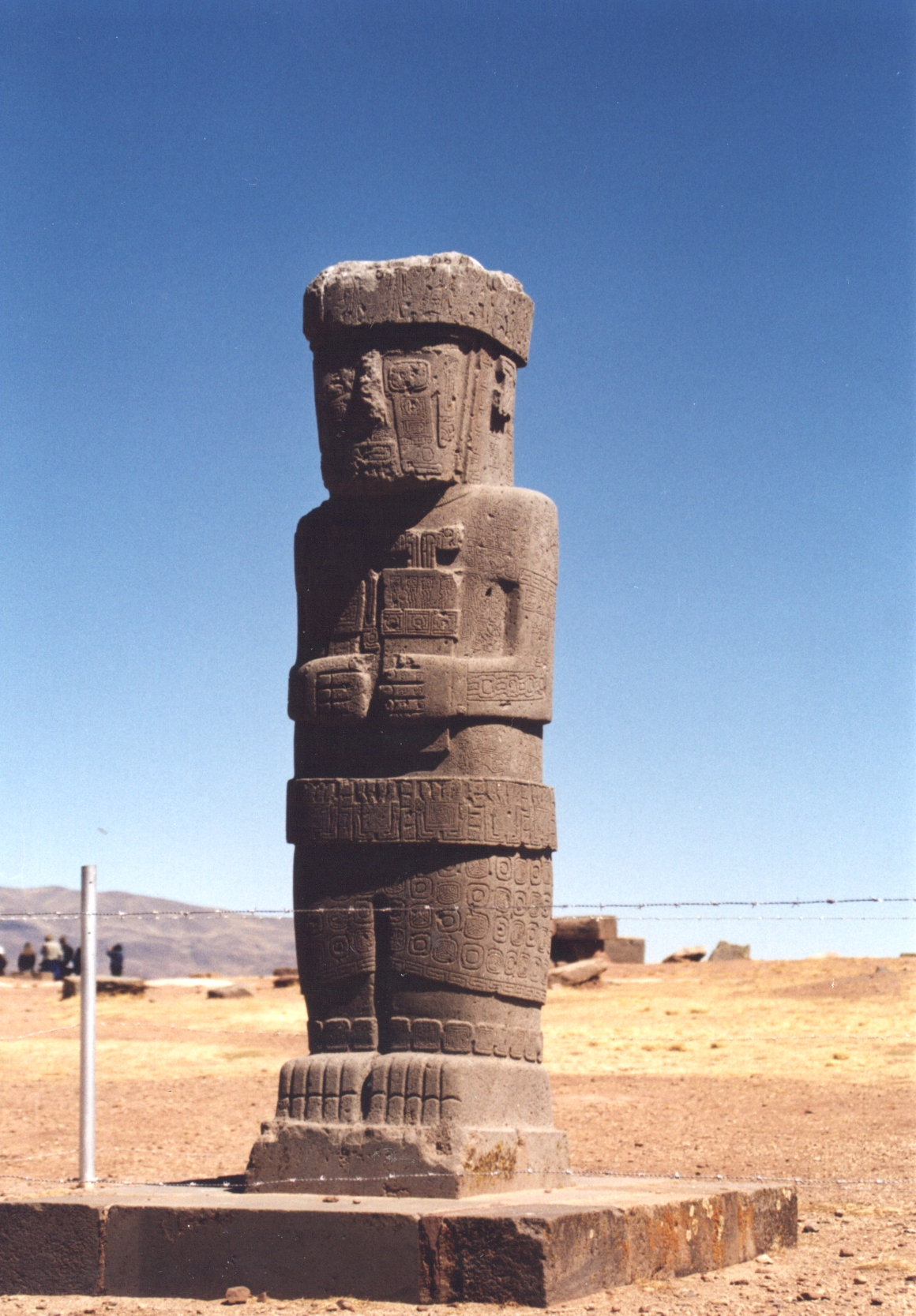
卡拉薩薩亞神廟的龐塞石雕

蒂亞瓦納科，又譯提瓦納庫、蒂華納科，是一個重要的南美洲文明遺跡，位於今玻利維亞，曾是蒂亞瓦納科文化的中心。

## 簡介
蒂亚瓦纳科海拔超过3800米，位於南美洲玻利維亞與秘魯的交界處，是由重達幾十噸、數百噸的巨石嚴密砌成的，距離的的喀喀湖12英里之遙，它是南美大陆最壮观的考古遗址之一。
在公元前1500年左右，此处出现了一些以农业为主的居民。当到了9世纪时，这一批人在蒂亚瓦纳科所建立的都市范围，曾一度达4到6平方公里，人口則有3到6万人。但是后来在1,000年时日趋衰弱，这往往被认为是遭到来自南方民族的侵略而导致的。

## 考證
上古時期的蒂亞瓦納科是位在海拔4,000米的湖畔城市。
據學者們考證，過去的的喀喀湖水位較今天高了100英尺，因此周界範圍也連帶外擴12英里，因此今日位在陸地中央不靠水的蒂亞瓦納科，當時曾座落在的的喀喀湖的水線上。從來自英國地質調查局的數據來推算，的的喀喀湖的水位至少要經歷了15,000年左右，才會退至今日的位置。
考古學家們在其中又挖掘出大量的水中生物如貝殼、飛魚的化石，可顯示它在過去曾是一個港口。

## 技術
考古學家們在蒂亞瓦納科的巨石縫隙中，發現置有固定石頭的小金屬釘。據推測，這些金屬釘是用金屬熔化後再倒入鑿出來石頭模子中，以模鑄方式製成。

## 登录基准
该世界遗产被认为满足世界遺產登錄基準中的以下基準而予以登錄：
- （ii）在某期间或某种文化圈里对建筑、技术、纪念性艺术、城镇规划、景观设计之发展有巨大影响，促进人类价值的交流。
- （iii）呈现有关现存或者已经消失的文化传统、文明的独特或稀有之证据。
- （iv）关于呈现人类历史重要阶段的建筑类型，或者建筑及技术的组合，或者景观上的卓越典范。

## 參看
- 普瑪彭古

## 外部連結
- UNESCO World Heritage Site （页面存档备份，存于）